# Avanos
Avanos est une ville et un district de la province de Nevşehir dans la région de l'Anatolie centrale en Turquie. La poterie, la viticulture et le tissage constituent les principales activités locales.

## Géographie
Arrosée par le plus long fleuve de Turquie, le Kızılırmak, la ville est située au cœur de la Cappadoce, à 10 km au nord de Göreme et bordant son parc national.

## Économie
Chef-lieu de la viticulture régionale, Avanos est jumelée avec Nuits-Saint-Georges, dans le vignoble bourguignon en France.

## Histoire et tourisme culturel
L'article anglophone précise l'intérêt des habitats troglodytiques anciens dans cette commune.

## Galerie

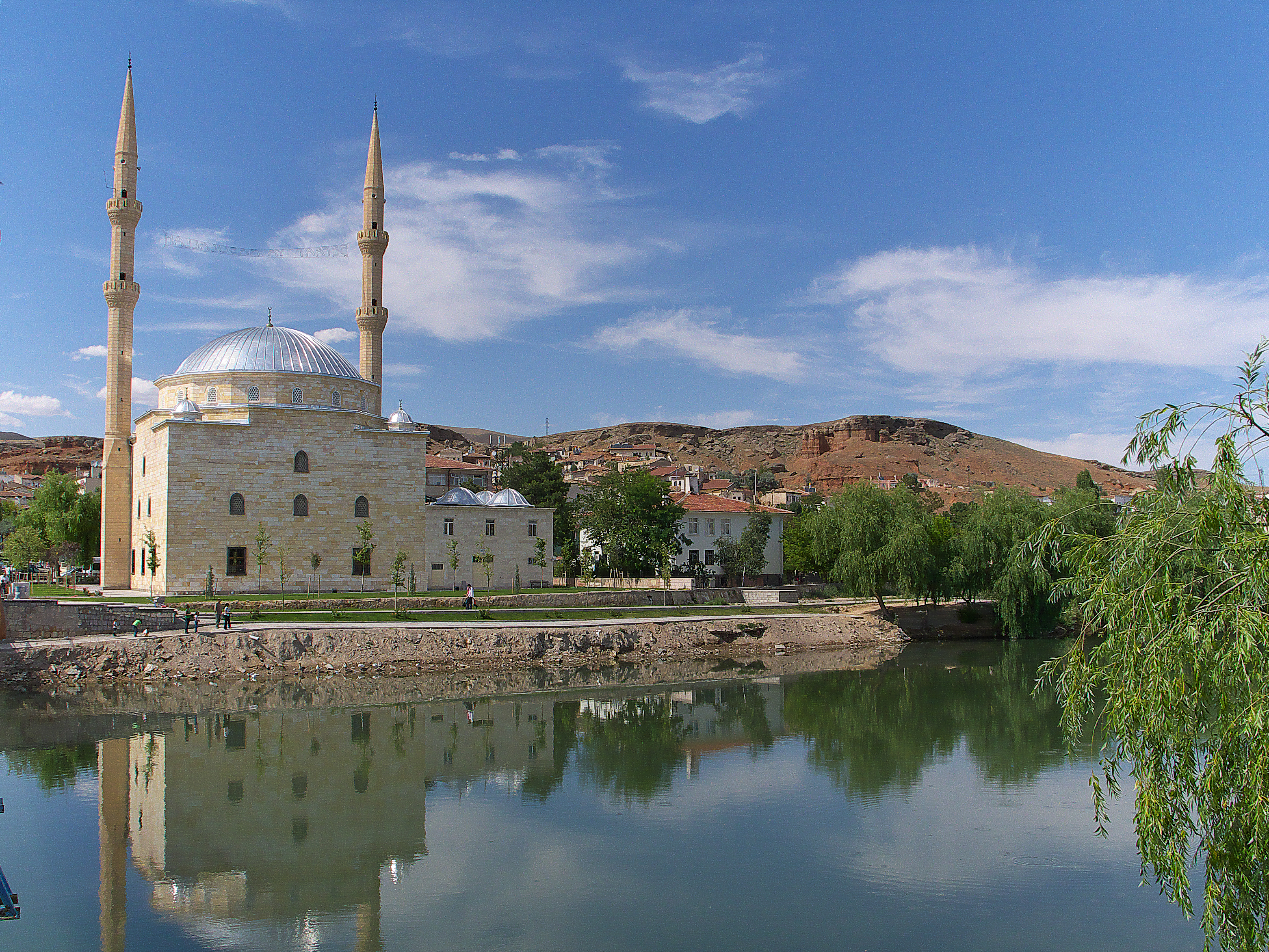
Mosquée Yeni Cami
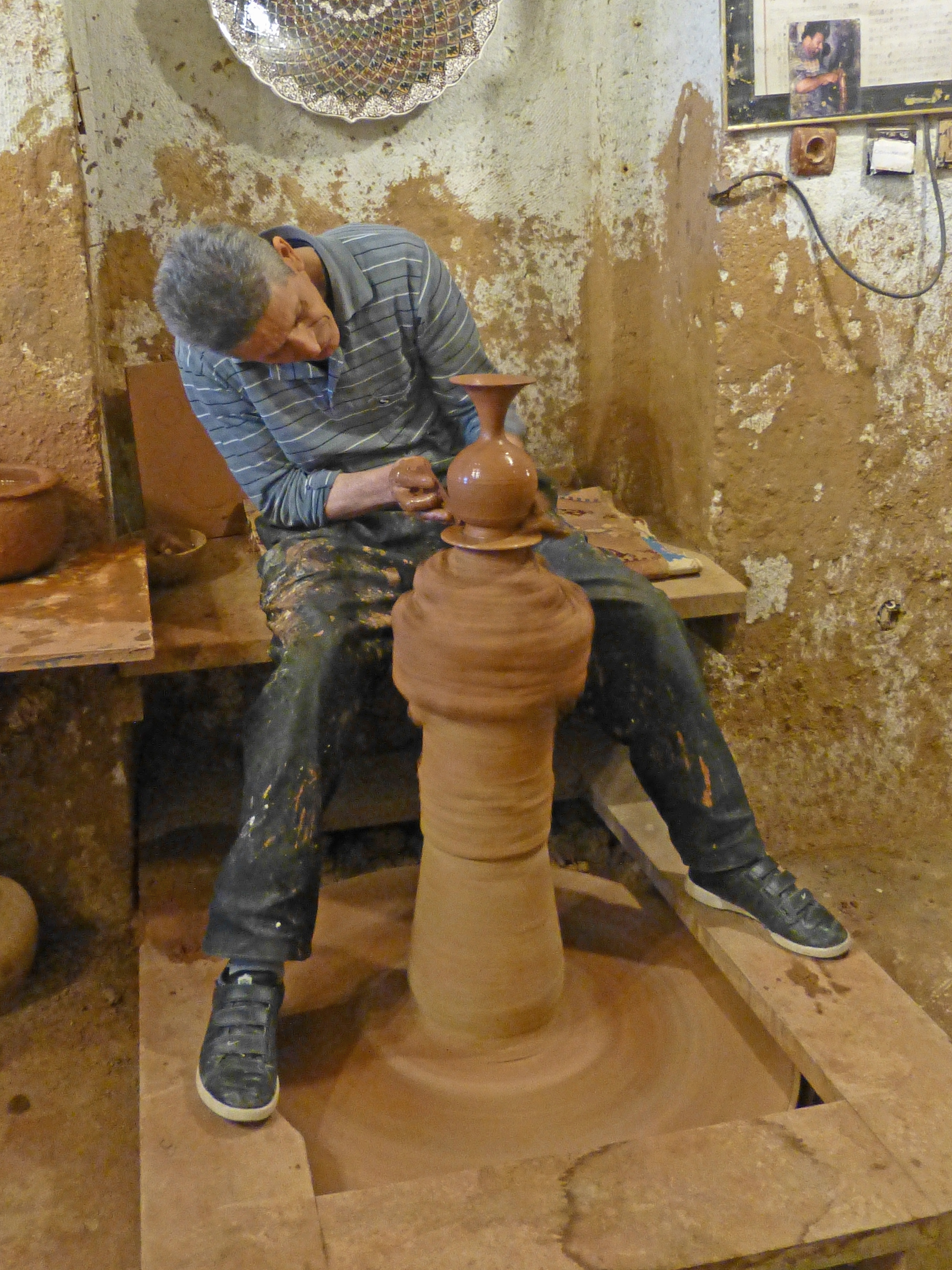
Démonstration de poterie traditionnelle
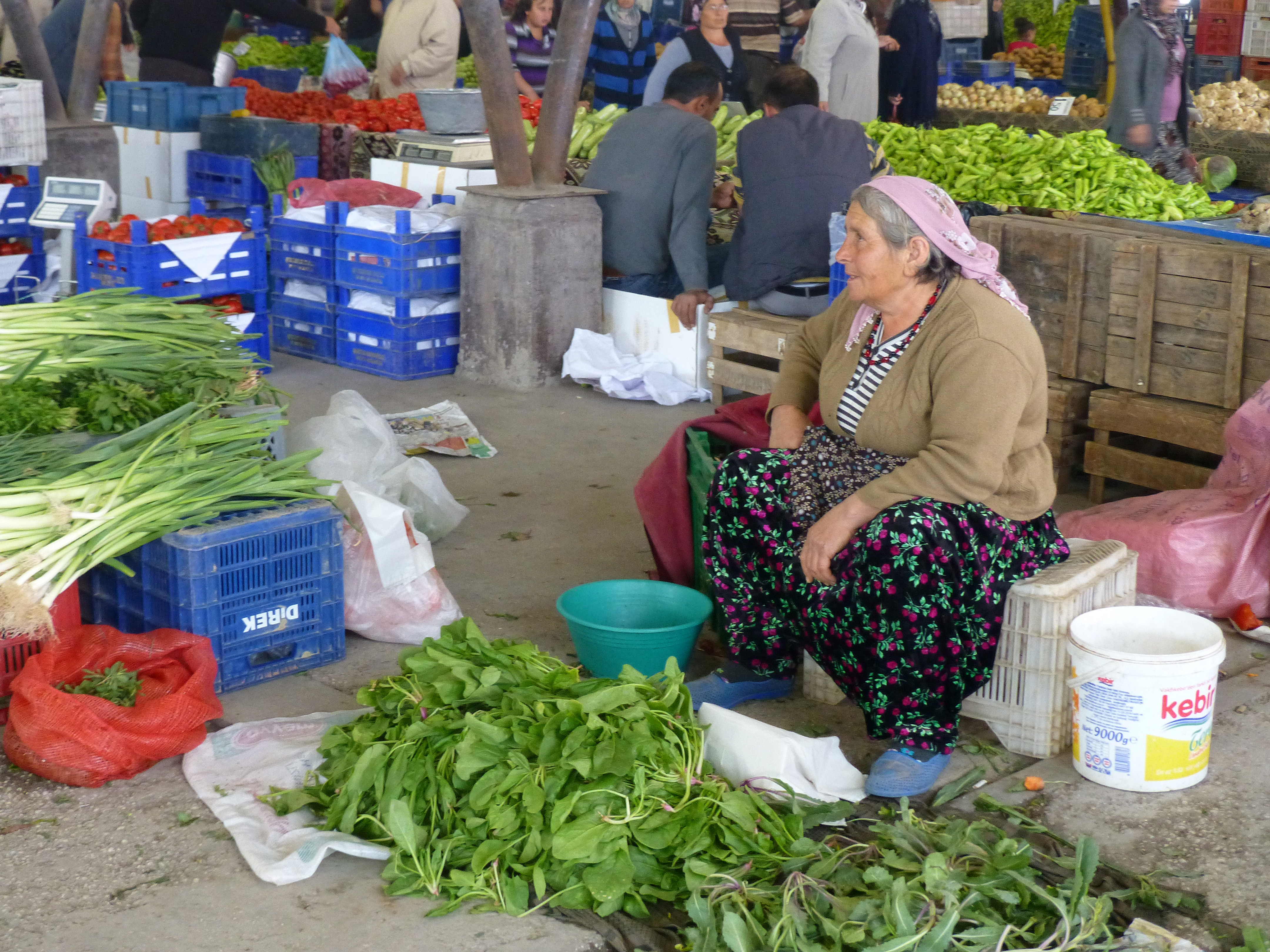
Vente de légumes au marché couvert